# Гунарс Біркертс

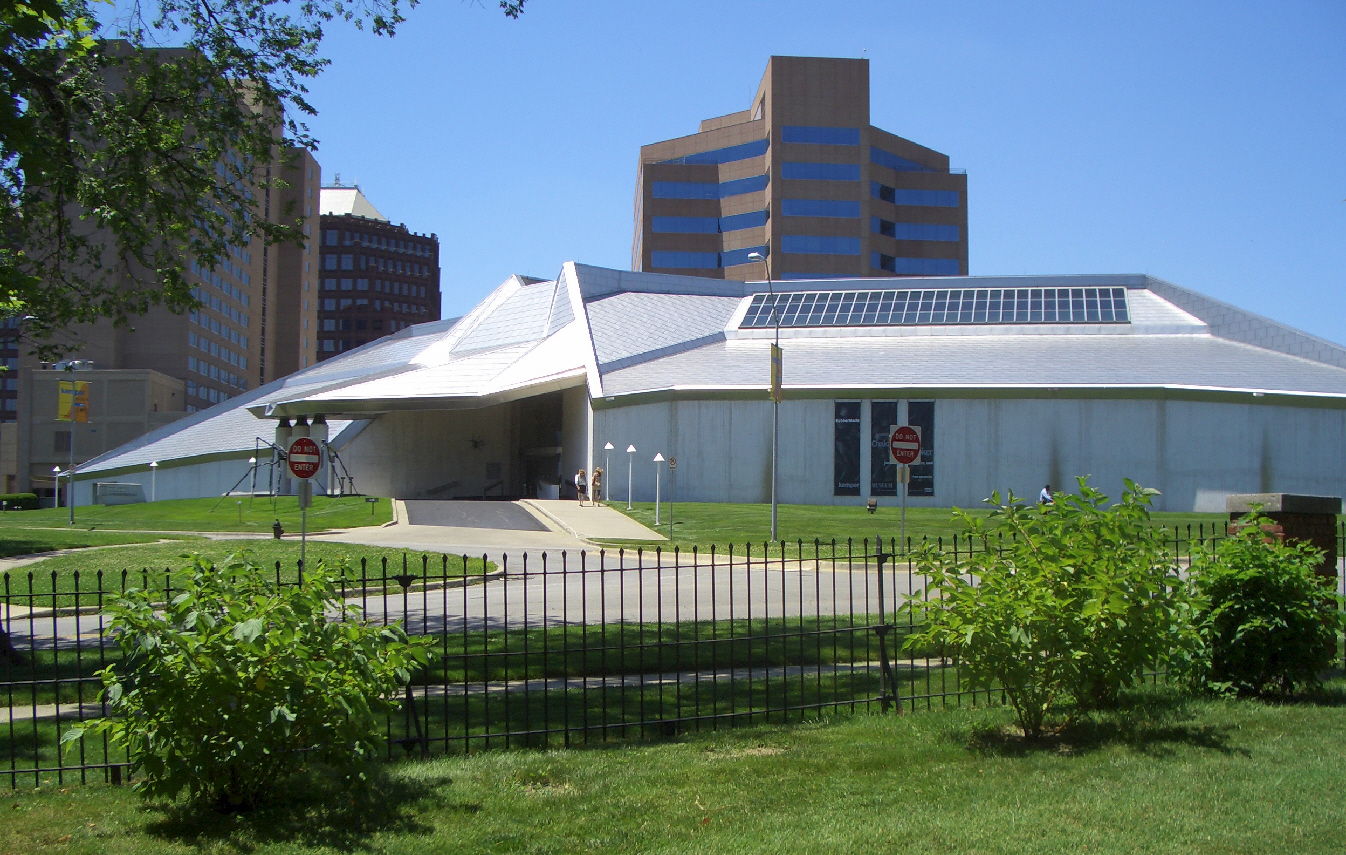
Кемперський музей сучасного мистецтва, Канзас-Сіті, штат Міссурі, дизайн Біркертса, 1992—1994 роки

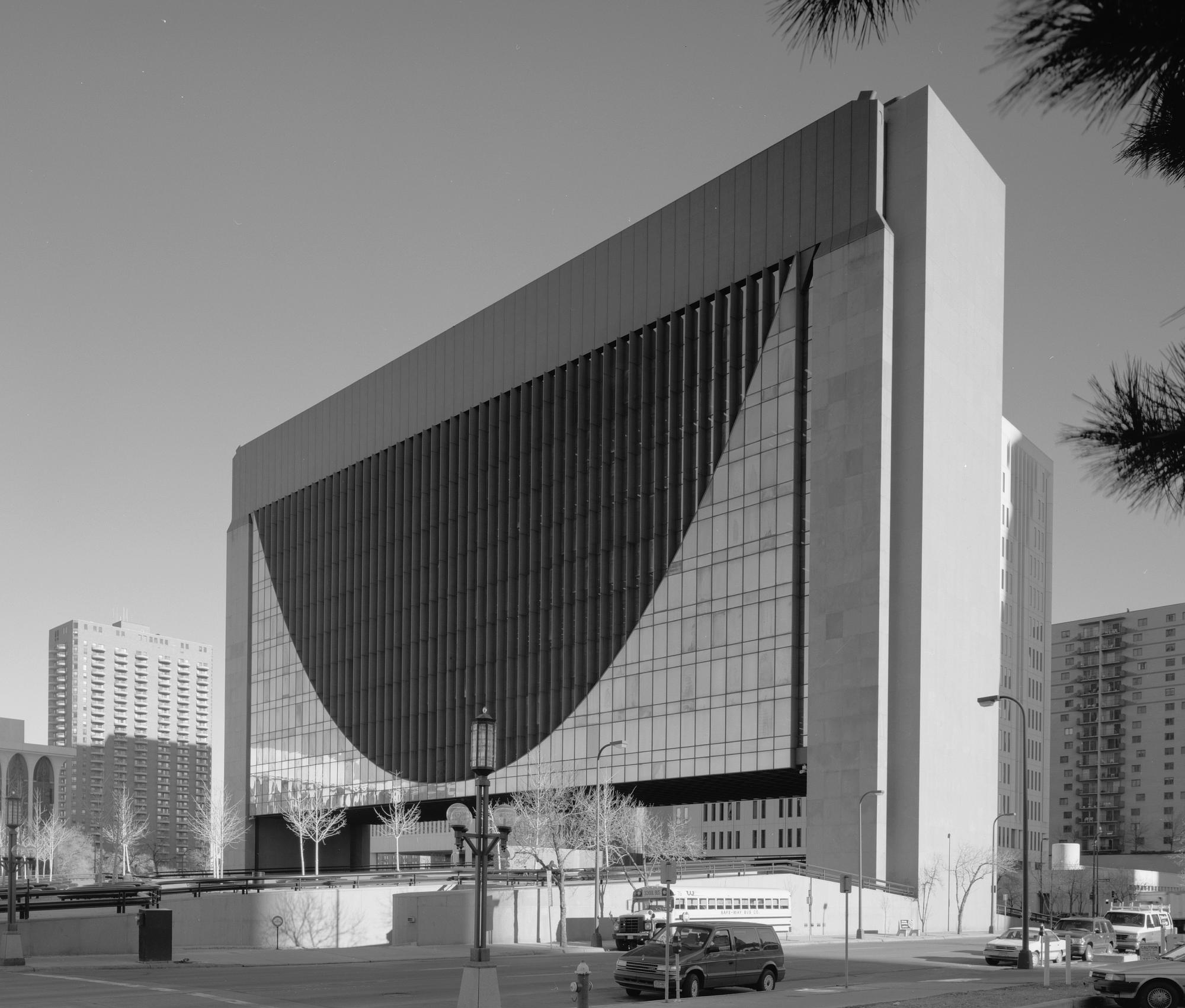
Федеральний резервний банк Міннеаполіса, 1973 р., (в даний час: Marquette Plaza), у своїй первісній конфігурації.

Гунарс Біркертс (латис. Gunārs Birkerts, 17 січня 1925, Рига, Латвія — 15 серпня 2017) — американський архітектор латвійського походження, який протягом більшої частини своєї кар'єри працював над метрополітеном міста Детройт штату Мічиган. Серед його проектів є Корнінзький Музей скла в місті  Корнінг, Нью-Йорк, будівля пожежної станції в Корнінгу, Marquette Plaza у Міннеаполісі штат Міннесота, Кемперський музей сучасного мистецтва в Міссурі і будівля Посольства США в Каракасі, Венесуела. Його останнім проектом є Національна бібліотека Латвії, що побудована в 2014 році в Ризі, Латвія. Національну бібліотеку називають Замком Світла, її архітектурна форма є пізнавальною і черпає натхнення з латиського фольклору.

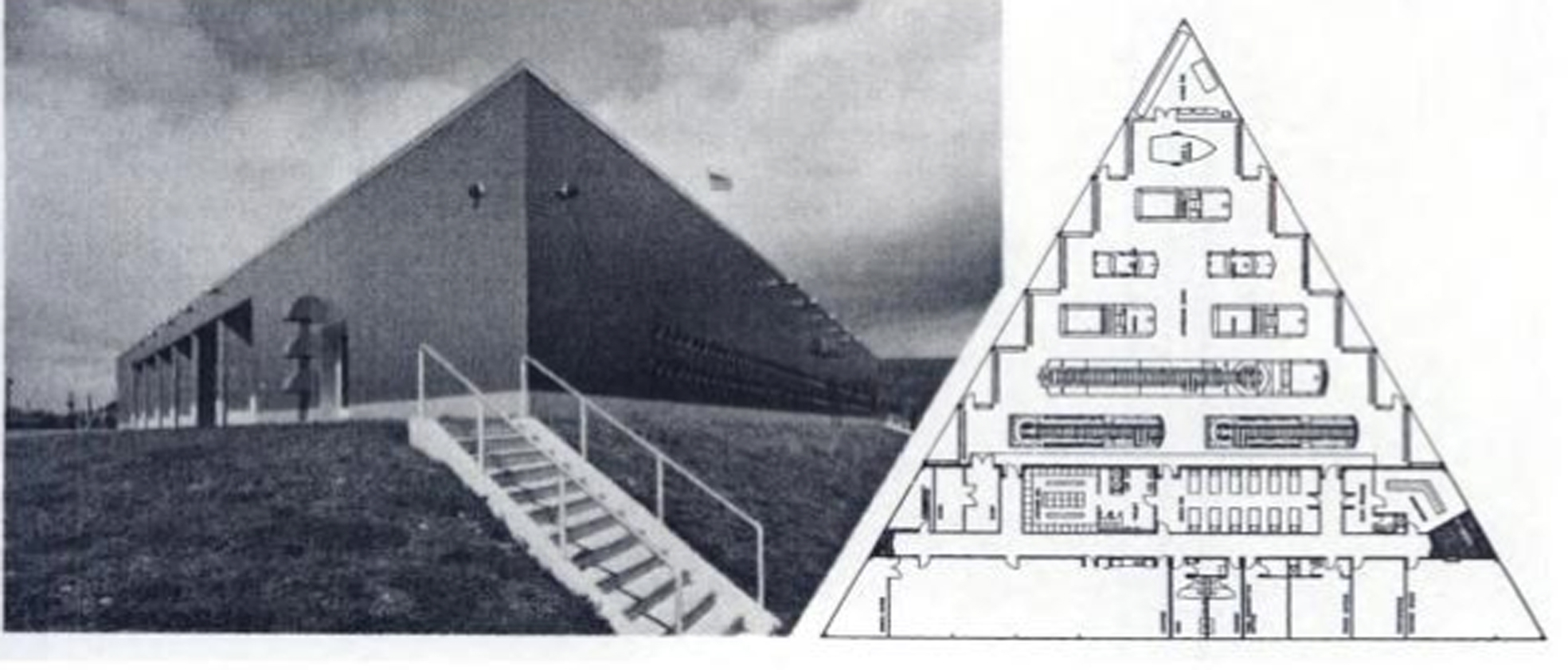
Фасад і план поверху будівлі пожежної станції у Корнінгу. Будівля має строгу форму, де невеликі транспортні засоби розміщуються в вузькій ділянці на кінчику. Всі функціональні кімнати розміщені в основу трикутника, наприклад, роздягальні, складське приміщення, їдальня, гуртожиток і офіс, де всі кабінети об'єднані широким коридором.

## Біографія
Гунарс Біркертс народився в Латвії, але втік від наступу радянської армії у кінці Другої світової війни. Закінчив  Технічну вищу школу Штутгартського університету (Штутгарт, Німеччина). У 1949 році Біркертс приїхав до Сполучених Штатів і працював спочатку у Perkins and Will, потім на Ееро Саарінена, і нарешті, на Мінору Ямасакі перед тим як відкрити свій власний офіс в передмісті Детройта.
Біркертс спочатку був співвласником товариства Birkerts and Straub; після того як товариство розпалося, фірма стала називатися Gunnar Birkerts and Associates. Фірма отримала почесні нагороди за свої проекти від Американського інституту архітекторів в 1962, 1970 та 1973 роках, а також численні нагороди від Мічиганського товариства архітекторів.
Біркертс почав викладати на факультеті архітектури та містобудування  Університету штату Мічиган в 1959 році і викладав до 1990 року. ACSA (Асоціація університетських шкіл архітектури) нагородила Біркертса званням Почесний професор в 1989-90 роках.
Біркертс отримав стипендію Американського інституту архітекторів в 1970 році. Став членом Латвійської асоціації архітекторів в 1971 році. Є володарем численних індивідуальних нагород, включаючи стипендію від  Фонду Грехем у 1971 році, золоту медаль Мічиганського товариства архітекторів в 1980 році, Меморіальну премію Арнольда В. Бруннера в архітектурі Американської академії і інституту мистецтв і літератури в 1981 році, а в 1993 році отримав нагороду Митець року штату Мічиган. Він отримав почесний докторський ступінь від Ризького технічного університету в 1990 році, Орден Трьох зірок  Латвійської Республіки в 1995 році і Велику медаль Академії наук Латвії в 2000 році.
Біркертс керує архітектурним бюро в Уелслі (Массачусетс).
Його сином є відомий літературний критик Свен Біркертс.
Біркертс є почесним професором Університету штату Іллінойс і професором-резидентом Американської академії в Римі. Він є членом Латвійського союзу архітекторів, почесний член Академії наук Латвії і іноземний член Ризького технічного університету.
Крім національної бібліотеки в Ризі, Біркертс побудував ряд визначних будівель в Сполучених Штатах, включаючи Федеральний резервний банк в Міннеаполісі, Корнінзький музей скла, Х'юстонський музей сучасного мистецтва, Юридичний коледж університету Айови, будівлю публічної бібліотеки в місті Дулут (Міннесота), будівлю посольства США у Венесуелі тощо.

## Архітектурні роботи
У фірмі Perkins and Will
- Memorial Hospital Rockford, Рокфорд (Іллінойс) 1950

У фірмі Ееро Саарінена
- GM Tech Center, Воррен (Мічиган) 1950—1955
- Milwaukee County War Memorial Building, Мілвокі, Вісконсин, 1950—1955
- Kresge Auditorium в Массачусетському технологічному інституті, Кембридж (Массачусетс) 1953
- Concordia коледж, Форт-Вейн, Індіана 1953
- Irwin Union Bank and Trust, Колумбус (Індіана) 1954

у фірмі Мінору Ямасакі
- Головний термінал Міжнародного аеропорту Сент-Луїса, Сент-Луїс, Міссурі, 1956
- Регіональний офіс продажів Reynolds Metals, Саутфілд (Мічиган), 1959

Персональні роботи
- Культурний центр, Леопольдвіль, Бельгійське Конго, 1958
- Технічний Університет, Анкара, Туреччина 1959
- Schwartz Summer Residence, Нортвілл (Мічиган) 1960
- 1300 Lafayette East Apartments, Детройт, Мічиган 1961—1963
- Початкова школа Lillibridge, Детройт, Мічиган 1962—1963
- Народне Федеральне Відділення заощаджень і позик, Royal Oak, штат Мічиган 1962—1963
- офісна будівля Marathon Oil, Детройт, Мічиган, 1962—1964
- Університет реформатської церкви, Анн-Арбор (Мічиган) 1963—1964
- Майстер-план і південне крило Детройтського інституту мистецтв, Детройт, Мічиган, 1964
- База відпочинку Лиса гора, Lake Orion (Мічиган) 1964—1968
- Адміністративний центр Фішера в Детройтському університеті Мерсі, Детройт, Мічиган, 1964—1966
- Travis Residence, Франклін (Мічиган) 1964—1965
- Майстер-план Коледжу Тугалу, Тугалу (Міссісіпі), 1965
- Бібліотека і гуртожитки Коледжу Тугалу, Тугалу (Міссісіпі), 1965—1972
- Початкова школа Лінкольн, Колумбус (Індіана), 1965—1967
- Freeman Residence, Гранд-Рапідс (Мічиган), 1965—1966
- Massey-Ferguson North American Operations Offices Project, Де-Мойн (Айова), недобудований, 1966
- Генеральний план Професійно-технічного інституту, Карбондейл (Іллінойс), недобудований, 1967
- Павільйон Ford на HemisFair 1968 Сан-Антоніо (Техас), 1967—1968
- Федеральний резервний банк Міннеаполіса, Міннеаполіс, Міннесота, 1967—1973
- Amsterdam City Project Hall, Амстердам, Нідерланди, 1968
- Корнінзька публічна бібліотека (проект), Корнінг (Нью-Йорк), недобудований, 1969
- Корнінзька публічна бібліотека II (проект), Корнінг (Нью-Йорк), недобудований, 1969
- Дулутська публічна бібліотека, Дулут (Міннесота), 1969—1979
- IBM Corporate Computer Center, Sterling Forest (Нью-Йорк), 1970—1972
- Музей сучасного мистецтва, Х'юстон,, Техас 1970—1972
- Центр прийому відвідувачів Форд, Дірборн (Мічиган), недобудований, 1971
- Навчальний комплекс для SUNY Purchase, Purchase (Нью-Йорк) 1971—1976
- General Motors Dual-Mode Transportation Study, 1973—1974
- Муніципальна пожежна станція у Корнінгу, Корнінг (Нью-Йорк), 1973—1974
- Subterranean Urban-Systems Study, Graham Foundation Grant, 1974
- Баптистська церква Голгофи, Детройт, Мічиган, 1974—1977
- IBM Office Building, Саутфілд (Мічиган), 1974—1979
- Юридична бібліотека Університету Мічигану, Анн-Арбор (Мічиган), 1974—1981
- Посольство Сполучених Штатів Америки, Гельсінкі, Фінляндія, незбудований, 1975
- Корнінзький Музей скла, Корнінг (Нью-Йорк), 1976—1980
- Будівля Юридичного коледжу Університету Айови, Айова-Сіті, штат Айова, 1979—1986
- Собор Святого Таїнства, Детройт, Мічиган, незбудований, 1980
- Ferguson Residence (Villa Ginny), Каламазу (Мічиган), 1980—1983
- Юридична бібліотека в Корнельському університеті, Ітака (Нью-Йорк), 1980—1983
- Лютеранська церква Святого Петра, Колумбус (Індіана), 1980—1988
- Бібліотека Анкориджа, Анкоридж, Аляска, незбудований, 1981
- Проект розширення Капітолію штату Міннесота, Сент-Пол, (Міннесота), незбудований, 1983
- Офісна будівля Holtzman and Silverman, Саутфілд (Мічиган), 1983—1989
- Minnesota History Center, Міннеаполіс, Міннесота, незбудований, 1984
- Bardha Residence, Бірмінгем (Мічиган), 1984—1989
- Domino's Pizza Corporate Headquarters (Domino's Farms), Анн-Арбор (Мічиган), 1984—1998 роки
- Бібліотека Оберлінської консерваторії, Оберлін (Огайо), 1986—1988
- Schembechler Hall для Університету штату Мічиган, Анн-Арбор (Мічиган), 1986—1990
- Papal Altar and Furniture, Понтіак (Мічиган), 1987
- Novoli I, Флоренція, Італія, незбудований, 1987
- Вежа Доміно, Анн-Арбор (Мічиган), 1987—1988
- Бібліотека UC-Сан-Дієго, Сан-Дієго (Каліфорнія), 1987—1993
- Корпус Юридичного факультету Державного університету Огайо, Колумбус (Огайо), 1988—1993
- Церква Служіння, Кентвуд (Мічиган), 1988—1994
- Torino I, Турин, Італія, незбудований, 1989
- Torino II, Турин, Італія, незбудований, 1989—1990
- Marge Monaghan House, Драммонд-Айленд (Мічиган), 1989—1990
- Sports and Civic Stadium, Венеція, Італія, незбудований, 1989—1992
- Посольство Сполучених Штатів Америки, Каракас, Венесуела 1989—1996
- Латвійська національна бібліотека, Рига, Латвія 1989—2012
- Grasis Residence, Вейл (Колорадо) 1990—1994
- Кемперський музей сучасного мистецтва, Канзас-Сіті (Міссурі) 1991—1994
- Корпус Бібліотеки Марріотт в Університеті Юти, Солт-Лейк-Сіті, штат Юта, 1992—1996
- Novoli II, Флоренція, Італія незбудований, 1993
- Центр культури та спадщини Джума Аль-Маджид, Дубай, Об'єднані Арабські Емірати незбудований, 1993
- Відновлення і розширення Ризького центрального ринку, Рига, Латвія, нездійснений, 1995.
- Вежа стільникового зв'язку для Domino's Farms, Анн-Арбор (Мічиган), 1995
- Собор Святого Таїнства, Детройт, штат Мічиган, 1998—2003
- Бібліотека Д-р Мартіна Лютера Кінга-молодшого, Сан-Хосе (Каліфорнія), 1998—2004
- Kellogg Library at California State-San Marcos, Сан-Маркос (Каліфорнія), 2000—2004
- Музей окупації Латвії, Рига, Латвія, 2002-

## Публікації
- Birkerts, Gunnar, Gunnar Birkerts — Metaphoric Modernist, Axel Menges, Stuttgart, Germany 2009; ISBN 978-3-936681-26-0
- Birkerts, Gunnar, Process and Expression in Architectural Form, University of Oklahoma Press, Norman OK 1994; ISBN 0-8061-2642-6
- Birkerts, Gunnar, Subterranean Urban Systems, Industrial Development Division-Institute of Science and Technology, University of Michigan 1974
- Kaiser, Kay, The Architecture of Gunnar Birkerts, American Institute of Architects Press, Washington DC 1989; ISBN 1-55835-051-9
- Martin, William, Gunnar Birkerts and Associates (Yukio Futagawa, editor and photographer), A.D.A. Edita (GA Architect), Tokyo 1982
- Gunnar Birkerts & Associates, IBM Information Systems Center, Sterling Forest, N.Y., 1972; Federal Reserve Bank of Minneapolis, Minnesota, 1973 (Yukio Futagawa, editor and photographer), A.D.A. EDITA (GA Architecture), Tokyo 1974